# Isopete

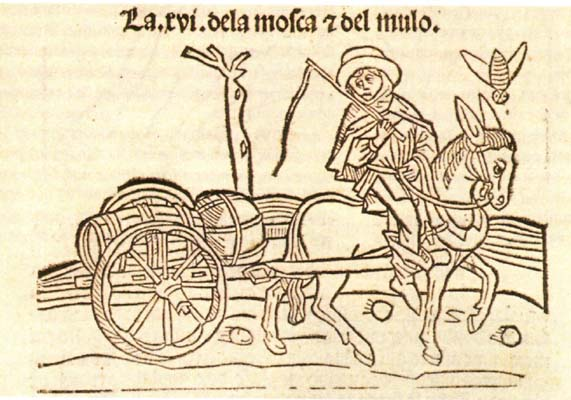
Ilustración del Isopete

Con el nombre de Isopete se conocía en la Edad Media a una serie de fábulas del griego Esopo. Llegaron a Europa a través de la versión de Fedro, traductor del siglo I a. C.
Su título completo es Esopete ystoriado, e incluye también fábulas de Aviano y Pedro Alfonso. A guisa de prólogo se incluye una biografía del fabulista. La primera edición en castellano fue impresa en Zaragoza en el taller de Pablo Hurus, en 1482. Se conocen otros tres incunables de esta obra, el segundo de ellos, en orden cronológico, salió del taller de Juan Hurus, hermano de Pablo, en 1489. Los otros dos pertenecen a una impresión tolosana de 1488 y otra burgalesa de 1496.